# Victor Goines
Victor Goines  (* 1961 in New Orleans) ist ein US-amerikanischer Jazz-Musiker (Saxophone, Klarinette) und Hochschullehrer.

## Leben und Wirken
Victor Goines spielte mit acht Jahren Klarinette; später lernte er dann Saxophonspiel, als er die High School besuchte.  Ab 1980 studierte er an der Loyola University in New Orleans Klarinette und Saxophon und erwarb 1984 den Bachelor of Music Education.  Goines gehört zu der Generation von Musikern aus New Orleans, die von Ellis Marsalis unterrichtet worden sind; 1987 verließ er seine Heimatstadt, um seine Studien an der Virginia Commonwealth University in Richmond (Virginia) fortzusetzen, wo er 1990 den Master of Music erwarb. Bekannt wurde er in den 1990er Jahren durch seine Mitgliedschaft in den Bands von Wycliffe Gordon und Wynton Marsalis, bei dem er an Alben wie Joe Cool's Blues, Mr. Jelly Lord oder Blood on the Fields mitwirkte.  1999 trat er mit Marsalis im New Yorker Village Vanguard auf; außerdem spielte er in dieser Zeit im Jazz at Lincoln Center Orchestra.  Daneben nahm er ab 1996 eine Reihe von Alben unter eigenem Namen auf, an denen Musiker aus dem Marsalis-Umfeld mitwirkten, wie Eric Reed oder Herlin Riley. 2005 wechselte Goines zum Label Criss Cross und nahm das Album New Adventures auf, mit Eigenkompositionen (Pres´ New Clarinet) und einer Neuinterpretation von Sidney Bechets Petit Fleur.
Im Bereich des Jazz war er laut Tom Lord zwischen 1985 und 2018 an 105 Aufnahmesessions beteiligt.
Goines ist Leiter der Abteilung für Jazz-Studien an der Bienen School of Music in der Northwestern University und betätigte sich als Komponist von Filmmusiken.

## Diskographische Hinweise

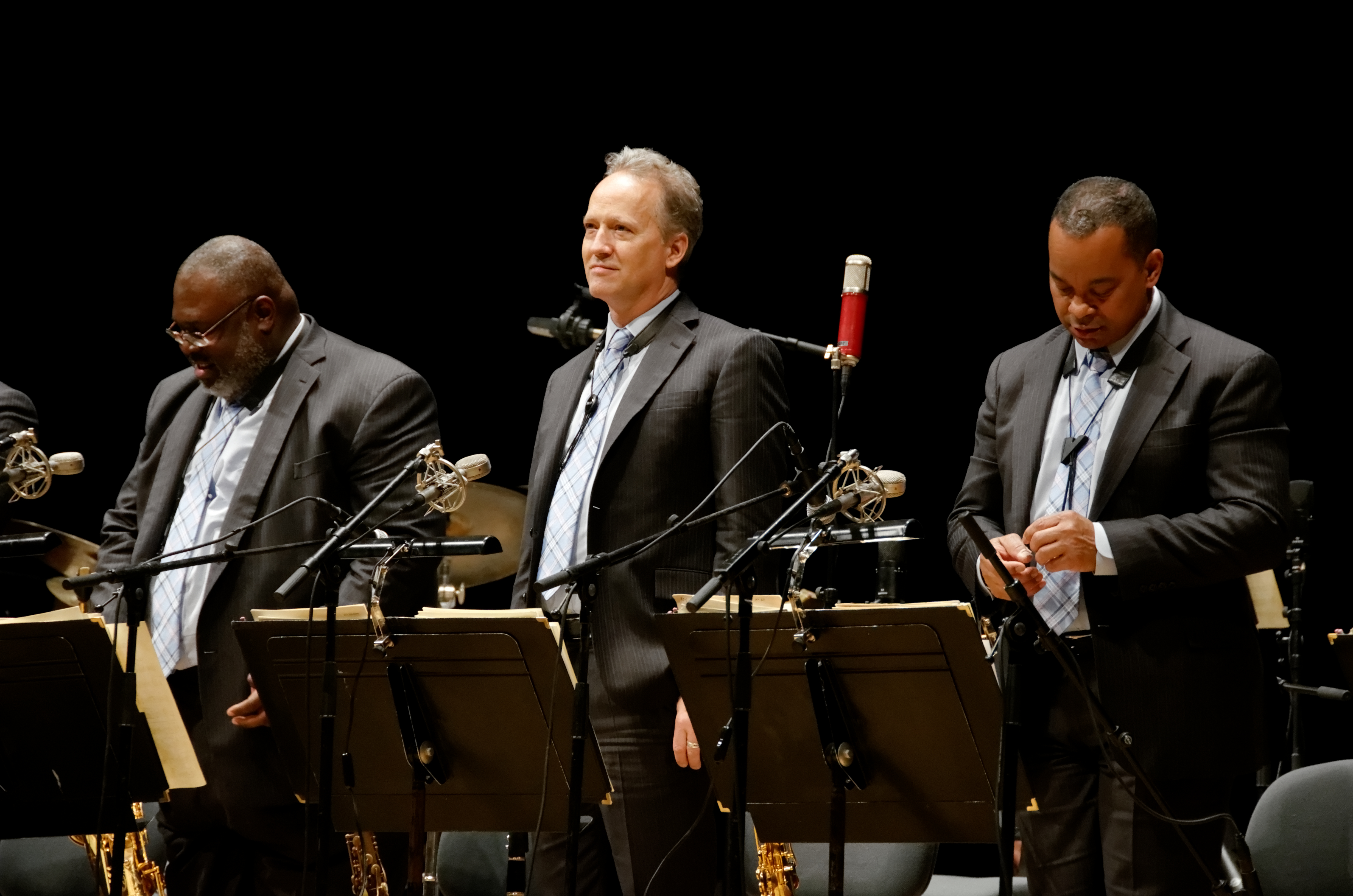
Victor Goines (rechts) mit Sherman Irby und Ted Nash bei einem Auftritt des:Jazz at Lincoln Center Orchestra, Lyon 2016

- Joe' Blues (Rosemary Joseph Records, 1997) mit Eric Reed, Victor Atkins, Herlin Riley
- To Those we Love so Dearly (Rosemary Joseph Records, 1999) mit Nicholas Payton, Wycliffe Gordon, Rodney Whitacker
- Sunrise to Midnight (Rosemary Joseph Records, 2000) mit Wycliffe Gordon
- New Adventures (Criss Cross, 2005)
- Wynton Marsalis / Eric Clapton Play the Blues: Live from Jazz at Lincoln Center (2011)